# Фазания
Фазания (лат. Phasania) — название, данное античными авторами области расселения племён фазаниев (гамфазантов) в Северной Африке. Точное местоположение не установлено, современные исследователи локализуют её южнее области Сиртика (Триполитания). Иногда её неверно отождествляют с Гарамантидой.
На карте современной Ливии Фазании примерно соответствует территория вглубь от побережья на северо-востоке Ливии (часть исторической области Феццан).
Период употребления топонима «Фазания» ограничивается рамками классической и поздней античности.

## История
- С периода ок. сер. 2-го тыс. до н. э. — область заселена европеоидными племенами древних ливийцев.[1] Помимо них население области было представлено аборигенами этих мест — древними чернокожими жителями Сахары.[2]
- В кон. 2-го тыс. до н. э. — возможно, в Фазанию проникали племена «Народов моря», которые впоследствии могли участвовать в этногенезе местных племён, называемых античными авторами фазаниями / гамфазантами и др.
- В кон. 2-го тыс. до н. э.-ок. VII в. — здесь существовало государство гарамантов — Гарамантида (условное название современных исследователей).
- I в. до н. э.- III в. — государство гарамантов (и область Фазания в том числе) попадает под влияние римлян, после нескольких удачных походов римской армии (первая римская экспедиция предпринята Корнелием Бальбом в 20 г. до н. э.). Но также это период наибольшего рассвета Гарамантиды.
- VII в. — территория завоёвана арабами.
- Более позднюю историю региона см. статьи Триполитания, Феццан.

## География и климат
Фазания располагалась от Черных Гор (Джебель-эс-Сода) на востоке, вдоль северного края хамада аль-Хамра, до оазиса Гадамес на западе. Через область пролегала древняя дорога (описываемая ещё Геродотом) от залива Малый Сирт вглубь континента. Плиний Старший помещал Фазанию между племенами амантов и трогодитов с одной стороны и частью африканской пустыни (Большой Восточный Эрг) с другой. Неоднократно высказывалось мнение, что страна гарамантов (находившаяся южнее) в древности была известна как «Фазания», но оно ошибочно: у Плиния (и в более поздних источниках) Фазания и Гарамантида отчетливо различаются.
В античный период климат в Фазании был более благоприятен для проживания людей. Об этом говорят сведения Геродота, Страбона, а также сам факт возможности караванной торговли и походов на лошадях (верблюд получил заметное распространение в Сахаре только в IV-V вв. н. э.). Опустынивание Сахары еще не было таким значительным, как в наше время.
Упоминаются города в Фазании — Цидам (оазис Гадамес), Алеле и Киллибу / Целлабу.